# Gestronella valida
Gestronella valida es una especie de insecto coleóptero de la familia Chrysomelidae.
Fue descrita científicamente en 1897 por León Fairmaire.